# Portama
Portama är en sjö i kommunen Gustav Adolfs i landskapet Päijänne-Tavastland i Finland. Sjön ligger 125,1 meter över havet. Arean är 64 hektar och strandlinjen är 6,03 kilometer lång. Sjön  ingår i Kymmene älvs huvudavrinningsområde.   Den ligger omkring 54 km nordöst om Lahtis och omkring 150 km norr om Helsingfors. 
I sjön finns öarna Heinäsaari, Selkäkallio och Isosaari. 